# Pitcairnia
Genre
Classification phylogénétique
Pitcairnia est un genre de plantes de la famille des Bromeliaceae.

## Étymologie
Le nom de Pitcairnia a été attribué en l'honneur d'Archibald Pitcairn, né en 1662 à Édimbourg, professeur de médecine à Leyde en 1692, et à Édimbourg en 1693, où il est mort en 1713.

## Liste d'espèces
- Pitcairnia abundans L.B. Smith
- Pitcairnia acicularis L.B. Smith
- Pitcairnia adscendens L.B. Smith
- Pitcairnia aequatorialis L.B. Smith
- Pitcairnia alata L.B. Smith
- Pitcairnia albiflos Herbert
- Pitcairnia albo-lutea J.R. Grant
- Pitcairnia altensteinii (Link, Klotzsch & Otto) Lemaire
- Pitcairnia altoatratoensis G.S. Varadarajan & Forero
- Pitcairnia amboroensis Ibisch, R. Vásquez, E. Gross & Kessler
- Pitcairnia ancuashii L.B. Smith & R.W. Read
- Pitcairnia andreana Linden
- Pitcairnia angustifolia Solander in Aiton
- Pitcairnia archeri L.B. Smith
- Pitcairnia arcuata (André) André
- Pitcairnia arenaria H. Luther
- Pitcairnia arenicola L.B. Smith
- Pitcairnia arida L.B. Smith & Betancur
- Pitcairnia asplundii L.B. Smith
- Pitcairnia atrorubens (Beer) Baker
- Pitcairnia attenuata L.B. Smith & R.W. Read
- Pitcairnia augustii Harms
- Pitcairnia aurea Rusby ex L.B. Smith
- Pitcairnia aureobrunnea Rauh
- Pitcairnia bakeri (André) André ex Mez
- Pitcairnia bakiorum Manzanares & W. Till
- Pitcairnia barrigae L.B. Smith
- Pitcairnia basincurva L.B. Smith & Betancur
- Pitcairnia bella L.B. Smith
- Pitcairnia bergii H. Luther
- Pitcairnia betancurii L.B. Smith
- Pitcairnia bicolor L.B. Smith & R.W. Read
- Pitcairnia bifaria L.B. Smith
- Pitcairnia biflora L.B. Smith
- Pitcairnia bifrons (Lindley) R.W. Read
- Pitcairnia bifurcatispina Manzanares & W. Till
- Pitcairnia billbergioides L.B. Smith
- Pitcairnia brachysperma André
- Pitcairnia brackeana Manzanares & W. Till
- Pitcairnia breedlovei L.B. Smith
- Pitcairnia brevicalycina Mez
- Pitcairnia brittoniana Mez
- Pitcairnia bromeliifolia L'Héritier
- Pitcairnia brongniartiana André
- Pitcairnia brunnescens L.B. Smith
- Pitcairnia burle-marxii R. Braga & Sucre
- Pitcairnia buscalionii W. Till
- Pitcairnia caduciflora Rauh & E. Gross
- Pitcairnia calatheoides L.B. Smith
- Pitcairnia calcicola J.R. Grant & J.F. Morales
- Pitcairnia calderonii Standley & L.B. Smith
- Pitcairnia calophylla L.B. Smith
- Pitcairnia camposii H. Luther
- Pitcairnia cana B. Holst
- Pitcairnia cantuoides R. Vásquez & P.L. Ibisch
- Pitcairnia capitata L.B. Smith
- Pitcairnia cardenasii L.B. Smith
- Pitcairnia carinata Mez
- Pitcairnia carioana Wittmack
- Pitcairnia carnea Beer
- Pitcairnia cassapensis Mez
- Pitcairnia cataractae Manzanares & W. Till
- Pitcairnia caulescens K. Koch ex Mez
- Pitcairnia cerrateana L.B. Smith
- Pitcairnia chiapensis Miranda
- Pitcairnia chiquitana R. Vásquez & P.L. Ibisch
- Pitcairnia chiriguana Castellanos
- Pitcairnia chiriquensis L.B. Smith
- Pitcairnia chocoensis L.B. Smith
- Pitcairnia clarkii H. Luther
- Pitcairnia clavata L.B. Smith
- Pitcairnia cofanorum Manzanares & W. Till
- Pitcairnia colimensis L.B. Smith
- Pitcairnia commixta L.B. Smith
- Pitcairnia compostelae McVaugh
- Pitcairnia condorensis Manzanares & W. Till
- Pitcairnia corcovadensis Wawra
- Pitcairnia cosangaensis Gilmartin
- Pitcairnia crassa L.B. Smith
- Pitcairnia crinita E. Pereira & Martinelli
- Pitcairnia croatii H. Luther
- Pitcairnia cubensis (Mez) L.B. Smith
- Pitcairnia curvidens L.B. Smith & R.W. Read
- Pitcairnia cuzcoensis L.B. Smith
- Pitcairnia cyanopetala Ule
- Pitcairnia cylindrostachya L.B. Smith
- Pitcairnia × daiseyana H. Luther
- Pitcairnia decidua L.B. Smith
- Pitcairnia decurvata L.B. Smith
- Pitcairnia delicata H. Luther
- Pitcairnia dendroidea André
- Pitcairnia densiflora Brongniart ex Lemaire
- Pitcairnia deroosei Manzanares & W. Till
- Pitcairnia devansayana André ex Baker
- Pitcairnia diffusa L.B. Smith
- Pitcairnia divaricata Wittmack
- Pitcairnia dodsonii H. Luther
- Pitcairnia dolichopetala Harms
- Pitcairnia domingensis L.B. Smith
- Pitcairnia echinata Hooker
- Pitcairnia egleri L.B. Smith
- Pitcairnia elizabethae L.B. Smith
- Pitcairnia ellenbergii L.B. Smith
- Pitcairnia elliptica Mez & Sodiro
- Pitcairnia elongata L.B. Smith
- Pitcairnia encholirioides L.B. Smith
- Pitcairnia eximia Mez
- Pitcairnia explosiva L.B. Smith & Betancur
- Pitcairnia exserta L.B. Smith
- Pitcairnia farinosa L.B. Smith & Betancur
- Pitcairnia feliciana (A. Chevalier) Harms & Mildbraed
- Pitcairnia fendleri Mez
- Pitcairnia ferrell-ingramiae H. Luther & Dalström
- Pitcairnia ferreyrae L.B. Smith
- Pitcairnia filifera L.B. Smith ex H. Luther
- Pitcairnia flagellaris L.B. Smith
- Pitcairnia flammea Lindley
- Pitcairnia flavescentia Matuda
- Pitcairnia flexuosa L.B. Smith
- Pitcairnia fluvialis L.B. Smith & Betancur
- Pitcairnia foliacea L.B. Smith
- Pitcairnia foreroi H. Luther & G.S. Varadarajan
- Pitcairnia formosa L.B. Smith & Betancur
- Pitcairnia fosteriana L.B. Smith
- Pitcairnia fractifolia L.B. Smith
- Pitcairnia fruticosa L.B. Smith & Betancur
- Pitcairnia fuertesii Mez
- Pitcairnia funkiae Spencer
- Pitcairnia fusca H. Luther
- Pitcairnia gemmipara L.B. Smith & Betancur
- Pitcairnia geotropa J.R. Grant
- Pitcairnia glaziovii Baker
- Pitcairnia glymiana K. Koch
- Pitcairnia goudae Manzanares & W. Till
- Pitcairnia grafii Rauh
- Pitcairnia graniticola B. Holst
- Pitcairnia grubbiana L.B. Smith
- Pitcairnia guaritermae André
- Pitcairnia gutteana W. Weber
- Pitcairnia guzmanioides L.B. Smith
- Pitcairnia halophila L.B. Smith
- Pitcairnia hatschbachii E. Pereira
- Pitcairnia haughtii L.B. Smith
- Pitcairnia heerdeae E. Gross & Rauh
- Pitcairnia heterophylla (Lindley) Beer
- Pitcairnia heydlauffii R. Vásquez & Ibisch
- Pitcairnia hintoniana L.B. Smith
- Pitcairnia hirtzii H. Luther
- Pitcairnia hitchcockiana L.B. Smith
- Pitcairnia imbricata (Brongniart) Regel
- Pitcairnia inaequalis W. Weber
- Pitcairnia inermis (Meyer in Presl) Meyer ex Schultes f.
- Pitcairnia insularis F. Tatagiba & R.J.V. Alves
- Pitcairnia integrifolia Ker-Gawler
- Pitcairnia irwiniana L.B. Smith
- Pitcairnia jaramilloi G.S. Varadarajan & Forero
- Pitcairnia jimenezii L.B. Smith
- Pitcairnia johannis L.B. Smith
- Pitcairnia juzepczukii W. Weber
- Pitcairnia kalbreyeri Baker
- Pitcairnia karwinskyana Schultes f.
- Pitcairnia kirkbridei L.B. Smith & Read
- Pitcairnia kniphofioides L.B. Smith
- Pitcairnia koeneniana E. Gross & Barthlott
- Pitcairnia kressii H. Luther
- Pitcairnia kroemeri H. Luther
- Pitcairnia lanosisepala Matuda
- Pitcairnia lanuginosa Ruiz & Pavón
- Pitcairnia laxissima Baker
- Pitcairnia lechleri Baker
- Pitcairnia lehmannii Baker
- Pitcairnia lepidopetalon L.B. Smith
- Pitcairnia leprieurii Baker
- Pitcairnia leprosa L.B. Smith
- Pitcairnia lignosa L.B. Smith
- Pitcairnia lindae Betancur
- Pitcairnia loki-schmidtiae Barthlott & Rauh
- Pitcairnia longebracteata Bouché ex Mez
- Pitcairnia longipes Mez
- Pitcairnia longissimiflora Ibisch, R. Vásquez & E. Gross
- Pitcairnia lopezii L.B. Smith
- Pitcairnia luschnathii W. Weber
- Pitcairnia lutescens Mez & Sodiro
- Pitcairnia lutheri Manzanares & W. Till
- Pitcairnia lyman-smithiana H. Luther
- Pitcairnia macarenensis L.B. Smith
- Pitcairnia macranthera André
- Pitcairnia macrobotrys André
- Pitcairnia macrochlamys Mez
- Pitcairnia maidifolia (C. Morren) Decaisne
- Pitcairnia marinii Manzanares & W. Till
- Pitcairnia maritima L.B. Smith
- Pitcairnia marnier-lapostollei L.B. Smith
- Pitcairnia matogrossensis E. Pereira & Leme
- Pitcairnia matudae L.B. Smith
- Pitcairnia megasepala Baker
- Pitcairnia melanopoda L.B. Smith
- Pitcairnia membranifolia Baker
- Pitcairnia meridensis Klotzsch ex Mez
- Pitcairnia micheliana André
- Pitcairnia micotrinensis R.W. Read
- Pitcairnia microcalyx Baker
- Pitcairnia micropoda L.B. Smith
- Pitcairnia mirandae J. Utley & Burt-Utley
- Pitcairnia modesta L.B. Smith
- Pitcairnia mohammadii Ibisch & R. Vásquez
- Pitcairnia monticola Brandegee
- Pitcairnia mooreana L.B. Smith
- Pitcairnia moritziana K. Koch & Bouché
- Pitcairnia mucida L.B. Smith & R.W. Read
- Pitcairnia multiflora L.B. Smith
- Pitcairnia multiramosa Mez
- Pitcairnia neillii Manzanares & W. Till
- Pitcairnia nematophora L.B. Smith & R.W. Read
- Pitcairnia nigra (Carrière) André
- Pitcairnia nobilis Mez & Sodiro
- Pitcairnia nortefluminensis Leme
- Pitcairnia nubigena Planchon & Linden
- Pitcairnia oaxacana L.B. Smith
- Pitcairnia oblongifolia L.B. Smith
- Pitcairnia odontopoda Baker
- Pitcairnia olivaestevae J.R. Grant
- Pitcairnia oranensis L.B. Smith
- Pitcairnia orchidifolia Mez
- Pitcairnia oxapampae H. Luther
- Pitcairnia palaciosii Manzanares & W. Till
- Pitcairnia pallidiflavens Rauh
- Pitcairnia palmeri S. Watson
- Pitcairnia palmoides Mez & Sodiro
- Pitcairnia paniculata (Ruiz & Pavón) Ruiz & Pavón
- Pitcairnia paraguayensis L.B. Smith
- Pitcairnia pavonii Mez
- Pitcairnia petraea L.B. Smith
- Pitcairnia phelpsiae (L.B. Smith) B. Holst & L.B. Smith
- Pitcairnia piepenbringii Rauh & E. Gross
- Pitcairnia platystemon Mez
- Pitcairnia poeppigiana Mez
- Pitcairnia pomacochae Rauh
- Pitcairnia poortmanii André
- Pitcairnia prolifera Rauh
- Pitcairnia pseudopungens Rauh
- Pitcairnia pseudoundulata Rauh
- Pitcairnia pteropoda L.B. Smith
- Pitcairnia puberula Mez & Donnell Smith
- Pitcairnia pulverulenta Ruiz & Pavón
- Pitcairnia pungens Kunth
- Pitcairnia pusilla Mez
- Pitcairnia puyoides L.B. Smith
- Pitcairnia ramosii Spencer & L.B. Smith
- Pitcairnia rectiflora Rauh
- Pitcairnia recurvata (Scheidweiler) K. Koch
- Pitcairnia reflexiflora André
- Pitcairnia rigida Mez
- Pitcairnia ringens Klotzsch ex Link, Klotzsch & Otto
- Pitcairnia riparia Mez
- Pitcairnia rojasii H. Luther
- Pitcairnia rondonicola L.B. Smith & R.W. Read
- Pitcairnia roseana L.B. Smith
- Pitcairnia roseoalba E. Gross & Rauh
- Pitcairnia rubronigriflora Rauh
- Pitcairnia ruderalis L.B. Smith
- Pitcairnia ruiziana Mez
- Pitcairnia rundelliana J.R. Grant
- Pitcairnia sagasteguii L.B. Smith & R.W. Read
- Pitcairnia saltensis L.B. Smith
- Pitcairnia samuelssonii L.B. Smith
- Pitcairnia sandemanii L.B. Smith
- Pitcairnia sastrei L.B. Smith & R.W. Read
- Pitcairnia saxicola L.B. Smith
- Pitcairnia scandens Ule
- Pitcairnia sceptriformis Mez
- Pitcairnia sceptrigera Mez
- Pitcairnia schiedeana Baker
- Pitcairnia schultzei Harms
- Pitcairnia schunkei L.B. Smith & R.W. Read
- Pitcairnia secundiflora L.B. Smith
- Pitcairnia semaphora L.B. Smith
- Pitcairnia serrulata L.B. Smith & R.W. Read
- Pitcairnia setipetiola L.B. Smith & Betancur
- Pitcairnia similis L.B. Smith
- Pitcairnia simulans H. Luther
- Pitcairnia smithiorum H. Luther
- Pitcairnia sneidernii L.B. Smith
- Pitcairnia sodiroi Mez
- Pitcairnia sordida L.B. Smith
- Pitcairnia spectabilis Mez
- Pitcairnia spicata (Lamarck) Mez
- Pitcairnia squarrosa L.B. Smith
- Pitcairnia staminea Loddiges
- Pitcairnia stenophylla André
- Pitcairnia stevensonii H. Luther & Whitten
- Pitcairnia steyermarkii L.B. Smith
- Pitcairnia straminea Poeppig ex Mez
- Pitcairnia subfuscopetala Rauh & Hebding
- Pitcairnia subulifera L.B. Smith
- Pitcairnia sulphurea Andrews
- Pitcairnia susannae Manzanares & W. Till
- Pitcairnia sylvestris L.B. Smith
- Pitcairnia tabuliformis Linden
- Pitcairnia tarapotensis Baker
- Pitcairnia tillandsioides L.B. Smith
- Pitcairnia tillii Manzanares
- Pitcairnia tolimensis L.B. Smith
- Pitcairnia torresiana L.B. Smith
- Pitcairnia trianae André
- Pitcairnia trimorpha L.B. Smith
- Pitcairnia truncata L.B. Smith
- Pitcairnia tuberculata L.B. Smith
- Pitcairnia tuerckheimii Donnell Smith
- Pitcairnia tumulicola L.B. Smith
- Pitcairnia tympani L.B. Smith
- Pitcairnia ulei L.B. Smith
- Pitcairnia undulata Scheidweiler
- Pitcairnia unilateralis L.B. Smith
- Pitcairnia utcubambensis Rauh
- Pitcairnia valerioi Standley
- Pitcairnia vallisoletana Lexarza
- Pitcairnia vargasiana L.B. Smith
- Pitcairnia venezuelana L.B. Smith & Steyermark
- Pitcairnia ventidirecta L.B. Smith & Betancur
- Pitcairnia verrucosa L.B. Smith
- Pitcairnia villetaensis Rauh
- Pitcairnia virginalis J. Utley & Burt-Utley
- Pitcairnia wendlandii Baker
- Pitcairnia wendtiae F. Tatagiba & B.R. Silva
- Pitcairnia wilburiana J. Utley
- Pitcairnia windischii E. Pereira & L.B. Smith
- Pitcairnia wolfei L.B. Smith
- Pitcairnia woronowii W. Weber
- Pitcairnia xanthocalyx Martius
- Pitcairnia yaupi-bajaensis Rauh